# Dům Petr
Dům Petr v Karlových Varech patří k nejstarším objektům města, byl postaven po velkém požáru z roku 1604. Nachází se v centru lázeňské části ve Vřídelní ulici naproti Mlýnské kolonádě. Svůj název Petr získal počeštěním jména Petter. Tak se dům jmenoval již před rokem 1924 podle příjmení tehdejšího nájemce Johanna Pettera.
Dům byl prohlášen kulturní památkou, památkově chráněn je od 27. května 1991, rejstř. č. ÚSKP 37556/4-4559.

## Historie
V letech 1706–1709 byl hned za městskou branou v Kreuz-Strasse (Vřídelní č. p. 85) postaven barokní řadový hrázděný měšťanský dům. Od roku 1750 byl funkční jako hospoda s názvem U zlatého vola. Majitelem byl Kašpar Penkert. Barokní vývěsní štít hostince je dochován ve sbírkách Muzea Karlovy Vary.
Během 19. století byl v domě otevřen restaurant U města Athén. V roce 1896 tehdejší majitelé Amelie a Ernest Charwatovi nechali dům upravit a rozšířit směrem do dvora podle plánů stavitele Johanna Matusche. Do dnešní podoby byl přestavěn v letech 1922–1923 pro rodinu Neubauerů stavitelem Heinrichem Johannem Viethem. Průčelí objektu bylo opatřeno dekorativním iluzivním hrázděním. Restaurant a kavárna s tehdejším názvem Café-Central, byl v době před rokem 1924 přejmenován podle nájemce Johanna Pettera na Petter.
Během německé okupace v době po roce 1938 se restaurace nazývala Grinzing. Po nuceném vysídlení německého obyvatelstva na konci druhé světové války byla v domě otevřena nová restaurace Petr, koncem padesátých let provozně rozšířena na kinokavárnu.
V druhé polovině 20. století byl objekt ve zchátralém stavu. Dřevěné části byly napadeny dřevomorkou a dřevokazným hmyzem a několikrát byl určen k demolici. Dne 27. května 1991 byl tento nejstarší stojící dům v Karlových Varech zapsán na seznam nemovitých kulturních památek České republiky.

### Celková rekonstrukce 1999–2000
V roce 1999 se tehdejší vlastník společnost Exo Prague s. r. o. rozhodl pro celkovou rekonstrukci domu včetně statického zabezpečení. Stavební práce se uskutečnily od října 1999 do září 2000, provedla je stavební firma Tima s. r. o. podle projektu architekta Břetislava Kubíčka nákladem 53 milionů korun. Na základě mykologického průzkumu byl ve spolupráci s Národním památkovým ústavem stanoven postup rekonstrukce a konzervace konstrukčních i výplňových prvků. Zničené dřevěné konstrukce byly nahrazeny novými trámy s respektováním původního hrázdění. Během rekonstrukce vznikla replika dekorativního iluzivního hrázdění průčelí z roku 1923 a byl doplněn krov. Povrchová úprava a barevnost exteriérů i interiérů byly obnoveny na základě podrobných průzkumů. Opravy byly uskutečněny v původních technologiích. Obnovena byla i dvorní vestavba. Svah nad objektem byl sanován a byla zajištěna statická stabilita původních ocelových konstrukcí. Do objektu byly vestavěny nové provozní místnosti a hygienická příslušenství. Historická část domu byla propojena se sousedním rekonstruovaným objektem Vřídelní 15 a novostavbou na parcele č. 1492. Vznikl tak soubor polyfunkčních objektů vnitřně na sebe navazujících a spojujících ulice Vřídelní a Ondřejsou. Překonání výškového rozdílu je zajištěno výtahem a schodištěm ve dvoraně mezi objekty. Opravený dům Petr byl otevřen dne 13. září 2000.
Budova je historicky cenná součást města, která neztratila citlivými úpravami na své hodnotě. V současnosti (leden 2021) je evidována jako stavba občanského vybavení ve vlastnictví společnosti Exo Prague s. r. o.

## Pojmenování
Po první světové válce se dům dostal do vlastnictví Johanna Pettera, který jej v roce 1923 zmodernizoval a pojmenoval Petter. Po druhé světové válce s odsunem německého obyvatelstva byl dům v rámci tzv. národní očisty přejmenován na Petr. Německé jméno Petter se snadno počeštilo a jméno Petr se hodilo, neboť navodilo historickou souvislost s ruským carem Petrem Velikým. Ten se dvakrát v Karlových Varech léčil. Manuálně zručný car jednoho dne pomáhal zedníkům při stavbě domu U Páva, který stával přímo proti dnešnímu hotelu Petr. Dům musel být později zbořen. Na někdejší nedalekou zednickou akci ruského cara upomíná bronzová pamětní deska nainstalována u vchodu domu stejného jména.

## Stavební podoba
Barokní řadový dvoupatrový hrázděný dům se zděným přízemím a předsazenou hrázděnou konstrukcí pater je krytý vysokou sedlovou šindelovou střechou s vikýři. Svým charakterem přísluší ke krušnohorské architektuře. Vzorky hrázděných konstrukcí, stropů a krovu byly dendrochronologicky datovány do období let 1706–1709.
Na vstupním průčelí je replika dekorativního iluzivního hrázdění z roku 1923, nad ním pak dekorativně vyřezávaný hrázděný středový štítový vikýř. Zde je umístěna dvojice menších obdélných oken a v ose nad nimi kruhové okénko. V přízemí v ose je obdélný vchod s dřevěným orámováním a dvěma obdélnými výlohami po stranách. Patra objektu jsou oddělena profilovanou římsou, každé se sedmi okny. Mezi okny prvního patra jsou umístěny dřevěné polosloupky se zdobenými hlavicemi. Okna druhého patra jsou jednodušší, dřevěně orámovaná a doplněna vyřezávanými profilovanými parapety.